# شعار أندورا
شعار أندورا وجد منذ قرون بعيدة، ولكنه صار شعارًا لأندورا منذ عام 1969، وبأسفل الشعار توجد جملة لاتينية هي VIRTVS VNITA FORTIOR وهي تعتبر الشعار الوطني لأندورا ومعناها: (الفضيلة المتحدة أقوى).
ويظهر ذلك الشعار على علم أندورا.